# 1643 Brown
Az 1643 Brown (ideiglenes jelöléssel 1951 RQ) a Naprendszer kisbolygóövében található aszteroida. Karl Wilhelm Reinmuth fedezte fel 1951. szeptember 4-én, Heidelbergben.